# 台中市公車157路
台中市公車157路目前行駛自大甲區公所經外埔區公所到捷運文心森林公園站，其路線包含國道4號、國道1號，為外埔新幹線，為臺中市第八條新幹線公車。

## 歷史
- 2014年8月26日：舉辦試乘活動。[1][2][3][4][5][6][7]
- 2014年9月1日：通車。[8][9][10][11][12][13][14][15]
- 2015年7月1日：由外埔區公所端延駛至大甲區公所，路線名稱「外埔區公所－文心森林公園」更改為「大甲區公所－文心森林公園」，並調整其發車時刻及行駛動線[16]：
  - 原行駛「大甲交流道－外埔區三環路－甲后路－大甲區甲后路－水源路452巷61弄（今甲后路五段335巷）－甲東路－外埔區三環路－水美路－甲后路－中山路－六分路」到外埔區公所之路段，更改為「大甲交流道－外埔區三環路－水美路－甲后路－中山路－六分路－甲后路－大甲區甲后路－水源路－中山路一段－文武路－三民路」到大甲區公所。
  - 裁撤「東陽國小」、「致用高中」、「幸福公園」、「甲東路36巷口」等四站，「外埔」站改為雙向皆停靠兩次，並增停「后寮」、「大甲東」、「大甲東新城」、「東泰新城」、「甲工入口」、「中山里」、「永光寺」、「中正紀念館」、「大甲高中（水源路）」、「南陽里」、「大甲」、「大甲火車站」、「文昌祠」等13站。
- 2016年3月25日：增停「黎明福星北路口」及「黎明僑大三街口」。[17]
- 2016年7月1日：增停「福星北西苑路口」。[18]
- 2017年2月20日：將「文心臺灣大道口」往外埔方向裁撤。[19]
- 2017年10月1日：「向上惠文路口」端點站調整為「文心大敦七街口」（往程迄點）及「向上惠文路口」（返程起點）。[20]
- 2018年1月1日：增停「中山路284巷口 （六分公園）」。[21]
- 2018年5月16日：「南陽里」更名為「南陽里（中山路）」。[22]
- 2018年10月1日：更名、新增、取消之站位如下[23]：
  - 增停「捷運水安站」。
  - 「文心臺灣大道口」、「文心森林公園（文心路）」分別更名為「捷運臺中市政府站」、「捷運文心森林公園站」。
  - 「文心大墩七街口」站位取消，往程迄點更改至「捷運文心森林公園站」。
- 2019年4月1日：「大甲火車站」更名為「大甲車站（中山路）」。[24]
- 2019年12月1日：調整行駛動線[25]：
  - 原行駛「神岡交流道－中港系統交流道－－大甲交流道－三環路－甲后路五段」之路段，更改為「神岡交流道－神路－甲后路」。
  - 原「外埔郵局」、「外埔」（原雙向停靠兩次改為僅停靠一次）、「外埔國中」裁撤。
  - 增停「二崁」、「甲后六支巷口」、「久輪公司」、「三崁」、「三崁中點」、「司普公司」、「四塊厝（甲后路）」、「忠明新城」。
- 2020年12月14日：部分班次延伸至「頂店」。[26]
- 2021年1月25日：新增「后神舊社路口」、「后神水門路口」、「育英國小(后神路)」、「后神甲后721巷口」。
- 2021年5月17日：雙向新增「甲后路五段316巷口」。
- 2021年8月5日：「大甲國小」更名為「大甲國小(雁門路)」。
- 2021年10月1日：「教師新村」（往文心森林公園方向）站位取消；「新光三越」站位取消；新增「新光/遠百」（往文心森林公園方向）（臺灣大道專用道）。
- 2022年11月1日：新增繞駛路線，原神岡交流道聯絡道-國道四號-國道一號-中清路交流道改成神岡交流道聯絡道-神岡市區-中山路-台十線-豐原交流道-國道一號-中清路交流道

## 路線基本資料

### 157主線
往捷運文心森林公園站共58站，往大甲區公所共57站。
去程（往大甲區公所）：

自向上惠文路口起，沿南屯區向上路二段、文心路一、二段、西屯區臺灣大道三段、河南路二段、青海路二段、逢甲路、福星路、福星北路、黎明路三段、中清路二段，上大雅交流道後在台中系統交流道轉接，上後在神岡交流道下高速公路（往后里），後沿神岡區后神路、后里區后神路、甲后路三段、外埔區甲后路四、五段、大甲區甲后路五段、水源路、中山路一段、文武路、三民路到大甲區公所。
回程（往捷運文心森林公園站）：

自大甲區公所起，路線與去程相反，過文心公益路口後繼續直行文心路到捷運文心森林公園站。
| 台中市公車157路平日時刻列表 | 台中市公車157路平日時刻列表 | 台中市公車157路平日時刻列表 | 台中市公車157路平日時刻列表 |
| --------------------------- | --------------------------- | --------------------------- | --------------------------- |
| 向上惠文路口開時刻          | 向上惠文路口開備註          | 大甲區公所開時刻            | 大甲區公所開備註            |
| 07:30                       | -                           | 09:15                       | -                           |
| 10:45                       | -                           | 10:15                       | -                           |
| 14:15                       | -                           | 12:45                       | -                           |
| 15:15                       | -                           | 15:45                       | -                           |
| 16:00                       | -                           | 16:45                       | -                           |

| 台中市公車157路假日時刻列表 | 台中市公車157路假日時刻列表 | 台中市公車157路假日時刻列表 | 台中市公車157路假日時刻列表 |
| --------------------------- | --------------------------- | --------------------------- | --------------------------- |
| 向上惠文路口開時刻          | 向上惠文路口開備註          | 大甲區公所開時刻            | 大甲區公所開備註            |
| 08:25                       | -                           | 10:15                       | -                           |
| 11:15                       | -                           | 12:45                       | -                           |
| 14:45                       | -                           | 13:45                       | -                           |
| 15:45                       | -                           | 18:15                       | -                           |

### 157延駛路線
往捷運文心森林公園站共62站，往頂店共61站。
去程（往頂店）：
路線與主線相同，到大甲區公所後，沿新政路、雁門路、大智街、中山路一段到頂店。
回程（往捷運文心森林公園站）：

自頂店起，路線與去程相反，過文心公益路口後繼續直行文心路到捷運文心森林公園站。
| 台中市公車157延平日時刻列表 | 台中市公車157延平日時刻列表 | 台中市公車157延平日時刻列表 | 台中市公車157延平日時刻列表 |
| --------------------------- | --------------------------- | --------------------------- | --------------------------- |
| 向上惠文路口開時刻          | 向上惠文路口開備註          | 頂店開時刻                  | 頂店開備註                  |
| 09:20                       | -                           | 05:55                       | -                           |
| 11:45                       | -                           | 06:45                       | -                           |
| 17:45                       | -                           | 07:35                       | -                           |
| 18:45                       | -                           | 13:40                       | -                           |
| 20:15                       | -                           | 14:25                       | -                           |

| 台中市公車157延假日時刻列表 | 台中市公車157延假日時刻列表 | 台中市公車157延假日時刻列表 | 台中市公車157延假日時刻列表 |
| --------------------------- | --------------------------- | --------------------------- | --------------------------- |
| 向上惠文路口開時刻          | 向上惠文路口開備註          | 頂店開時刻                  | 頂店開備註                  |
| 12:45                       | -                           | 06:45                       | -                           |
| 17:15                       | -                           | 08:10                       | -                           |
| 19:00                       | -                           | 09:10                       | -                           |
| 20:15                       | -                           | 15:40                       | -                           |

### 157繞駛路線
往捷運文心森林公園站共75站，往大甲區公所共74站。
去程（往大甲區公所）

路線於豐原交流道與主線分離，下交流道後沿神岡區中山路、神岡路、中正路、神清路、三民路到神岡交流道後與主線相同路徑抵達大甲區公所。
回程（往文心森林公園）

路線於神岡交流道與主線分離，沿神岡聯絡道、三民路、神清路、中正路、神岡路、神岡區中山路，豐原交流道銜接國道1號後與主線相同路徑抵達捷運文心森林公園站。
| 台中市公車157繞平日時刻列表 | 台中市公車157繞平日時刻列表 | 台中市公車157繞平日時刻列表 | 台中市公車157繞平日時刻列表 |
| --------------------------- | --------------------------- | --------------------------- | --------------------------- |
| 向上惠文路口開時刻          | 向上惠文路口開備註          | 大甲區公所開時刻            | 大甲區公所開備註            |
| 08:25                       | -                           | 18:00                       | -                           |

| 台中市公車157繞假日時刻列表 | 台中市公車157繞假日時刻列表 | 台中市公車157繞假日時刻列表 | 台中市公車157繞假日時刻列表 |
| --------------------------- | --------------------------- | --------------------------- | --------------------------- |
| 向上惠文路口開時刻          | 向上惠文路口開備註          | 大甲區公所開時刻            | 大甲區公所開備註            |
| 10:00                       | -                           | 16:45                       | -                           |

### 收費
- 依里程計費；刷電子票證10公里免費及扣款最高金額60元優惠。
- 里程計費說明：
  - 基本里程：10公里。
  - 基本里程票價全票20元、半票11元。
  - 超過基本里程（10公里）計費方式：
    - 全票=[2.431 x 搭乘里程數x (1+5%營業稅)] （四捨五入）
    - 半票=[2.431 x 搭乘里程數x (1+5%營業稅)] x 50% （四捨五入）

  - 兒童、老人、身心障礙者及其陪伴者依規定半票收費。

### 主要配置車輛
2014年~2015年：
- 353-FX、358-FX (HINO RK8JRSA [馨盛]單門)

2015年至今：
- 990-U8、991-U8 (HINO RK8JRVA [固亞]單門)
- 241-U8 (DAEWOO BC211MA [固亞]國道型)

### 停站
參見右側站牌路線圖。